# Patrika Darbo
Patrika Darbo, vlastním jménem Patricia Davidson (* 6. dubna 1948 Jacksonville, Florida), je americká herečka.

## Život
Patrika vyrůstala v Atlantě ve státě Georgie. Její nevlastní otec ji vedl k tomu, že si má za svými sny stát, ať už jí v tom překáží cokoliv. I on toto ztělesňoval. Jeho výška byla jen 1,2 m, avšak splnil si svůj sen a stal se tajemníkem prezidenta baseballového klubu Atlanta Braves.
Patricia začala studovat herectví na univerzitě v Statesboro. Promovala v roce 1970, v Atlantské škole dramatu si dodatečně doplňovala studium. V roce 1973 se provdala za režiséra Rolfa Darba.
Patrika se poprvé proslavila rolí Penny Bakerové v seriálu Krok za krokem v prvních dvou řadách (1992 a 1993).V roce 1993 hrála ve filmu Clinta Eastwooda "S nasazením života" bankovní úřednici zavražděnou doma Johnem Malkovičem.
Dále je známa jako Nancy Wesleyová na NBS v televizním seriálu Tak jde čas (1998 až 2003). Dále hrála ve filmových rolích jako Ruby Fisherou ve filmu Nebezpečná rychlost 2: Zásah (1998), či jako Betty v Madhouse (2003). Také se objevovala v reklamách pro BellSouth v Atlantě.